# إبراهام رودريغيز
إبراهام رودريغيز (بالإنجليزية: Abraham Rodriguez)‏‏ (1961 - ) روائي من الولايات المتحدة.